# Хаупт, Жорж
Жорж Хаупт (фр. Georges Haupt, 1928—1978) — французский историк-марксист румынско-еврейского происхождения, полиглот (польский, русский, венгерский, румынский, английский, немецкий, итальянский и французский), специалист по истории Второго интернационала.
Жорж Хаупт родился в еврейской семье в Румынии. В шестнадцать лет он был депортирован в Освенцим, вся его семья погибла в нацистских лагерях. После освобождения вернулся в румынскую Трансильванию, где учился в аспирантуре, а затем поступил в Ленинградский университет. Он защитил диссертацию на тему отношений между румынским и русскими революционерами во второй половине XIX века.
В 1958 году он эмигрировал из Румынии во Францию. Работал в «Школе высших исследований социальных наук» и руководил «Социалистической библиотекой».
14 марта 1978 года он умер от внезапного сердечного приступа в аэропорту Рима.

## Публикации
- La Deuxième Internationale, 1899—1914. Étude critique des sources, Éditions de l’EHESS, 1964.
- Le Congrès manqué. L’internationale à la veille de la Première Guerre mondiale, Maspero, 1965.
- avec Madeleine Rebérioux, La Deuxième Internationale et l’Orient, Éditions Cujas, 1967.
- Le Bureau socialiste international, 1900—1907, tome 1. Compte rendu des réunions, manifestations et circulaire, Éditions de l’EHESS, 1969.
- L’Historien et le Mouvement social, La Découverte, 1980.
- Le Mouvement ouvrier bulgare, 1882—1918. Essai bibliographique, Éditions de l’EHESS, 1984.
- Les Marxistes et la question nationale, 1848—1914, L’Harmattan, seconde éd. 1997.
- Dictionnaire biographique du mouvement ouvrier international. L’Autriche, Éditions ouvrières, 2000.

Полная библиография Хаупта опубликована в статье Maison des Sciences de l’Homme Informations, No. 24 (June, 1978), pp. 5–14.